# ليزلي ويلكوكس
ليزلي ويلكوكس (بالإنجليزية: Leslie Wilcox)‏ (1865 بويست بروميتش في المملكة المتحدة - ) هو لاعب كرة قدم بريطاني (وحمل سابقاً جنسية المملكة المتحدة لبريطانيا العظمى وأيرلندا) في مركز جناح ‏. لعب مع برمنغهام سيتي.